# スカーヴ
スカーヴ（Scarve）は、フランス・ナンシーのインダストリアルデスメタルバンド。デスメタルでは珍しいツインボーカル体制を執っている時期が長い。

## 略歴
1993年にフランス北東の街ナンシーで、ダーク・ヴェルビューレン (Ds、Vo)とパトリック・マーティン (G)で結成。1994年にフレッド・バルトロムッチ (Vo)とデイヴィッド・フィオラソ (B)が加入。ダークはドラムス専任となる。同年、1stデモテープ『Scarve』をリリース。1996年にシルヴァン・コードレー (G)が加入し、1stEP『Six Tears of Sorrow』をリリース。1997年にデイヴィッドが脱退し、ジュリアン・ティベ (B)が加入。1998年に、2人目のボーカリスト、アラン・ジェルモンヴィル (Vo)が加入。2ndデモテープ『Demo '98 #1』をリリース。その後、フレッドとジュリアンが脱退し、ギョーム・ビドー (Vo)、フィリップ・エルター (B)が加入。同年中に3rdデモテープ『Demo '98 #2』をリリース。スウェーデンのインディーズレコードレーベル、WARミュージックと契約し、2000年に1stアルバム『Translucence』をリリースしデビューする。2001年にアランと、フィリップが脱退し、ピエリック・ヴァランス (Vo)とロイス・コリン (B)が加入。フランスのリスナブル・レコードに移籍して、2ndアルバム『Luminiferous』をリリース。2004年に3rdアルバム『Irradiant』をリリース。同アルバムは、日本でサウンドホリックからリリースされ、日本デビューを果たした。また、この頃から、ダークがヘンリー・ランタの抜けたソイルワークにヘルプで参加するようになり、2005年にはソイルワークに正式加入した。
2006年に、ギョームがネミックに加入し、スカーヴから脱退する。その後、元ダーケインのローレンス・マックローリー (Vo)が加入し、4thアルバム『The Undercurrent』をリリースした。リリース後、ローレンスは早々に脱退。2007年には、残るボーカリストのピエリックも脱退してしまう。2008年には、シルヴァンがソイルワークに加入。2009年になって、ローレンスがボーカリストとして再加入。しかし、ダークとシルヴァンがソイルワークで活動している上に、ローレンスがスウェーデン在住であることなどから、活動は停止している。

## メンバー

### 現メンバー
- ローレンス・マックローリー (Lawrence Mackrory) - ボーカル

スウェーデン出身。ダーケイン、エネミー・イズ・アスで活動。
- シルヴァン・コードレー (Sylvain Coudret) - リード&リズムギター

ソイルワークで活動。
- パトリック・マーティン (Patrick Martin) - リズムギター
- ロイス・コリン (Loïc Colin) - ベース
- ダーク・ヴェルビューレン (Dirk Verbeuren) - ドラムス

ベルギー出身。ソイルワークなどで活動。イイルクーンやリザンクシア、ナグルファーなどにセッションドラマーとして参加したこともある。ニュークリア・ブラスト・オールスターズにも参加した。

### 元メンバー
- フレッド・バルトロムッチ (Fred Bartolomucci) - ボーカル
- アラン・ジェルモンヴィル (Alain 'Bob' Germonville) - ボーカル
- ギョーム・ビドー (Guillaume Bideau) - ボーカル

ネミックで活動。ニュークリア・ブラスト・オールスターズに参加した。
- ピエリック・ヴァランス (Pierrick Valence) - ボーカル
- デイヴィッド・フィオラソ (David Fioraso) - ベース
- ジュリアン・ティベ (Julien Thibers) - ベース
- フィリップ・エルター (Philippe Elter) - ベース

## ディスコグラフィ
- 1994年 Scarve (Demo)
- 1996年 Six Tears of Sorrow (EP)
- 1998年 Demo '98 #1 (Demo)
- 1998年 Demo '98 #2 (Demo)
- 2000年 Translucence
- 2002年 Luminiferous
- 2004年 イレイディアント Irradiant
- 2007年 ジ・アンダーカレント The Undercurrent